# عبدالحق مظهری
عبدالحق مظهری (زاده: ۱۳۴۷، ولایت بغلان) سیاست‌مدار افغانستانی و نماینده مردم بغلان در دوره پانزدهم مجلس نمایندگان افغانستان بود.

## زندگی‌نامه
عبدالحق مظهری متولد ۱۳۴۷ از ولایت بغلان افغانستان است. وی تحصیلات خود را در رشته علوم اسلامی در مدرسه تخارستان ولایت قندوز به اتمام رسانده‌است.

## دیگر فعالیت‌ها
- مدیر دارالعلوم حقانیه، خطیب و مدرس در ولسوالی برکه، بغلان.[۱]